# Oze nationalpark
Oze nationalpark (japanska: 尾瀬国立公園 Oze Kokuritsu Kōen) ligger i centrala delen av den japanska ön Honshu. Nationalparken inrättades 2007 och den täcker en yta av 372 km².
Landskapet är en våtmark i höglandet med flera bergstoppar som ligger mer än 2000 meter över havet samt med skogar, klippiga områden och flera vattenfall. I parken förekommer kyliga somrar och snörika vintrar. Snötäcket kan vid vissa ställen vara 4 meter högt. Utmärkande för parken är blomningen av växter från skunkkallasläktet och dagliljesläktet som sker mellan våren och hösten. Bergstopparna är av vulkaniskt ursprung. Torvskiktet i våtmarken är vid flera ställen 4,5 meter tjockt.
Vanligt förekommande djur i parken är orientibis, mandarinand, gräsand, kragbjörn, sikahjort och hermelin. I våtmarken registrerades cirka 40 olika arter av trollsländor och ungefär 30 olika fjärilsarter.